# GDAL
GDAL是一个开源的用于栅格和矢量地理空间数据格式的C++转换器库。

## 应用领域
- 读写栅格和矢量地理空间格式
- 地理信息系统数据格式转换
- 对子集、图像变形、重新投影、镶嵌、平铺、DEM等的处理

## 支持列表
由于其由社区维护和开源的特性，其能够支持较多主流地理数据格式，如GeoJSON、SHP等文件格式，同时也有一些如BNA等较为老旧过时的文件格式。